# Progress Energy Inc
Progress Energy est une filiale de Duke Energy. Son siège est à Raleigh, en Caroline du Nord.

## Description
Avant sa fusion avec Duke Energy, Progress Energy faisait partie du hit-parade du Fortune 500 energy company avec plus de 21 000 mégawatts de capacité de production énergétique et un chiffre d'affaires de 9 milliards de US.$. 
Progress Energy inclut deux compagnies d'électricité qui desservent environ 3,1 millions de clients dans les deux états de Caroline du Nord et Caroline du Sud ainsi qu'en Floride. En tant que société indépendante, le dernier président et CEO de Progress Energy était William D. Johnson ; son prédécesseur était Robert McGehee, qui est mort le 9 octobre 2007 à l'âge de 64 ans d'une crise cardiaque, alors qu'il était en voyage d'affaires à Londres.
Progress Energy est le propriétaire majoritaire des quatre centrales nucléaires suivantes : Brunswick, Crystal River 3, Robinson et Shearon Harris.
Le 16 octobre 1999, les revenus du 3e trimestre de Florida Progress Corp. sont tombés de 20.5% en conséquence des dégâts dus à l'ouragan Floyd. Le 24 août 1999, Carolina Power & Light Co. a proposé d'acquérir Florida Progress Corp. pour 5.3 milliards de $, créant ainsi la 9e compagnie électrique des États-Unis.
Le slogan de la société est « Hommes, performance, excellence ».

## Historique
En 2000, Carolina Power & Light Company (en) achète Florida Power Corporation et change son nom en Progress Energy. 
Progress Energy représente un groupe de sociétés incluant CP&L, Florida Power, Progress Telecom, NCNG et SRS, et une importante nouvelle organisation, Energy Ventures. La société a bâti un nouveau siège social dans le centre de Raleigh en 2004.
Le 10 janvier 2011, Duke Energy a annoncé son projet d'OPA sur Progress Energy pour 26 milliards de $, créant ainsi la plus grande compagnie électrique des États-Unis, avec environ 7,1 millions de clients. Duke Energy a prévu de « maintenir des opérations substantielles à Raleigh ».
Lorsque la fusion a été achevée le 3 juillet 2012, le président de Duke James E.(Jim) Rogers est devenu président et CEO de la nouvelle société fusionnée, alors que le CEO de Progress, Bill Johnson, a démissionné.